# Андерсен, Мадс (футболист)
Мадс Юэл А́ндерсен (дат. Mads Juel Andersen; род. 27 декабря 1997, Дания) — датский футболист, защитник английского клуба «Лутон Таун».

## Карьера
В пятилетнем возрасте, Андерсон начал заниматься в академии «Херстедёстер», потому что там также играли его друзья по детскому саду. Он также пробовал себя в лёгкой атлетике, но решил остановиться на занятиях по футболу. После девяти месяцев в академии «Альбертслунн», Мадс перешёл в «Брондбю».
В ноябре 2015 года Андерсен подписал первый контракт с «Брондбю» и стал часть первой команды в сезоне 2016/2017. 12 апреля 2015 года в матче против «Сённерйюск» он впервые попал в заявку на матч.
В следующем сезоне Андерсен попал в заявку лишь на одну игру. До конца 2016 года он был отдан в аренду клубу первого дивизиона ХБ Кёге. Позже соглашение было продлено до конца сезона. Всего он провёл 25 матчей в чемпионате и забил за клуб два гола. В матче Кубка Дании против «Ледёе Смёрум Фодбольд» он дебютировал за «Брондбю».
27 сентября 2017 года было официально объявлено что Андерсен станет игроком «Хорсенс». В сезоне 2018/19 он получил статус важного игрока для клуба и игрока основы. Он провёл 20 матчей в чемпионате и забил три гола.
21 июня 2019 года Андерсен стал игроком «Барнсли», сумма трансфера составила 900 000 фунтов стерлингов, игрок подписал четырёхлетний контракт. В свой первый сезон «Барнсли» он регулярно появлялся в стартовом составе. 27 января 2021 года в матче против «Кардифф Сити» он забил свой первый гол за клуб.
3 июля 2023 года Андерсен подписал контракт с впервые вышедшим в Премьер-лигу клубом «Лутон Таун». 1 сентября 2023 года в матче против «Вест Хэм Юнайтед» он забил первый в истории домашний гол «Лутона» в Премьер-лиге.